# Титр (кінематограф)
Титр (від фр. titre — титул, назва) — напис у кінофільмі. Титри поділяються на вступні (назва фільму, перелік основних учасників створення фільму тощо) та титри в середині фільму. В німому кіно титри допомагали розкриттю авторського задуму, передусім передавали зміст діалогів, та повідомляли про певні обставини дії. В звуковому кіно збереглися вступні титри, титри в середині фільму майже не використовуються; часом, при демонструванні фільмів іноземними мовами, вживають субтитри, в яких подається стислий переклад діалогів.

## Історія
Перші написи в кіно з'являються у вигляді заголовних титрів. Вставляти написи в тих місцях, де вони були необхідні за сюжетом, починають тільки з 1905 р До цього часу написи іноді робили на скляних діапозитивах і показували за допомогою чарівного ліхтаря на додатковому екранчику, що поміщали поруч з основним.